# Käkfiskar
Käkfiskar (Opistognathidae) är en familj i underordningen abborrlika fiskar. Familjen delas i fyra eller fem släkten med tillsammans omkring 60 arter.

## Kännetecken
Dessa fiskar är utrustade med ett stort huvud och en stor mun och har en långsträckt kropp med vit, grå eller gulaktig färg. Ögonen sitter långt framme. Ryggfenan sträcker sig från djurets nacke till svansens rot. Även stjärtfenan är lång. Kroppslängden ligger mellan tre och femtio centimeter.

## Utbredning
Käkfiskar förekommer i tropiska delar av Atlanten, Indiska oceanen och Stilla havet. Särskilt många arter finns i Californiaviken och längs Centralamerikas kustlinje från Mexiko till Panama.

## Levnadssätt
Käkfiskar lever i grund vatten, oftast inte djupare än 30 meter under vattenytan. De bygger lodrätta bon med hjälp av stenar, koralldelar och skal av mollusker. Dessa fiskar lever i stora kolonier och livnär sig av zooplankton som fångas i bons närhet.